# Parrano
Parrano é uma comuna italiana da região da Umbria, província de Terni, com cerca de 579 habitantes. Estende-se por uma área de 39 km², tendo uma densidade populacional de 15 hab/km². Faz fronteira com Ficulle, Montegabbione, San Venanzo.

## Demografia
| Variação demográfica do município entre 1861 e 2011                               |
|                                                                                   |
| Fonte: Istituto Nazionale di Statistica (ISTAT) - Elaboração gráfica da Wikipedia |